# Boris Griekow
Boris Dmitrijewicz Griekow (ros. Борис Дмитриевич Греков; ur. 9 kwietnia?/21 kwietnia 1882 w Myrhorodzie k. Połtawy, zm. 9 września 1953 w Moskwie) – radziecki historyk społeczeństwa Rusi i Słowiańszczyzny. 

## Życiorys
Był synem urzędnika pocztowego, mieszkał z rodziną w Chełmie i w Hrubieszowie, gdzie uczęszczał do progimnazjów. Maturę zdał w Radomiu. Studiował na Cesarskim Uniwersytecie Warszawskim pod kierunkiem Dmitrija Pietruszewskiego (1901–1905) i na Cesarskim Uniwersytecie Moskiewskim pod kierunkiem Matwieja Lubawskiego (1905–1907). Uczył następnie krótko w żeńskim gimnazjum w Chełmie i w trzech szkołach średnich Petersburga, po czym kontynuował studia na Cesarskim Uniwersytecie Petersburskim, uzyskując w 1914 tytuł magistra pod kierunkiem Siergieja Płatonowa.
Przed 1914 prowadził wykłady na macierzystej uczelni w charakterze prywatnego docenta. W okresie I wojny światowej zajmował się opracowywaniem archiwów monastycznych. W 1916 został oddelegowany do filii Piotrogrodzkiego Uniwersytetu Państwowego w Permie, gdzie założył Wydział Historyczno-Filozoficzny i stanął na jego czele. W 1918 otrzymał urlop naukowy i wyjechał na Półwysep Krymski, gdzie objął stanowisko profesora na Uniwersytecie Tawrijskim w Symferopolu. W kwietniu 1920 powitał przejęcie władzy na Krymie przez Piotra Wrangla. Po powrocie do Piotrogrodu w 1921 ponownie wykładał na tamtejszym uniwersytecie państwowym, pracując jednocześnie w Rosyjskiej Akademii Nauk (od 1925 Akademia Nauk ZSRR) i w Centralnym Archiwum Historycznym Moskwy. 
W 1930 został aresztowany w związku z procesem akademickim, w którym głównym oskarżonym – o potajemne przechowywanie dokumentów policji carskiej i sił kontrrewolucyjnych – był jego promotor Siergiej Płatonow. Griekowowi postawiono zarzut udziału w wojnie domowej po stronie białych i ujawniono jego pozytywny stosunek do Wrangla, ale dzięki interwencji Siemiona Tomsinskiego, szefa zatrudniającego go Instytutu Historyczno-Archiwoznawczego Akademii Nauk ZSRR został zwolniony po miesiącu. Stopień doktorski uzyskał w 1934. W latach 30. toczył spory o dzieje Rusi Kijowskiej z ukraińskim historykiem Mychajłem Hruszewskim.
Od roku 1937 dyrektor Instytutu Historii, a w latach 1947–1951 Instytutu Słowianoznawstwa Akademii Nauk ZSRR. Po II wojnie światowej Griekow wyróżniał się przychylnym nastawieniem do polskiej nauki, wyrażanym w sprawozdaniach dla Moskwy. W 1952, na spotkaniu z władzami Polskiej Zjednoczonej Partii Robotniczej podczas jednej z licznych wizyt w Warszawie, domagał się mianowania bezpartyjnego Tadeusza Manteuffla dyrektorem nowo utworzonego Instytutu Historii Polskiej Akademii Nauk.

## Dorobek naukowy
Badał dzieje Rusi Kijowskiej i Rosji, zwłaszcza pod kątem ich ustrojów społecznych. Poświęcił książkę stosunkom społecznym w Republice Poljicy w Dalmacji w XV–XVII w. Był także wydawcą źródeł.

## Wybrane publikacje w języku polskim
- Walka Rusi o stworzenie własnego państwa [1942, 1945], tł. Władysław Głuchowski, „Nasza Księgarnia”, Warszawa 1950 (wyd. II: 1951).
- Złota Orda i jej upadek (współautor: Aleksandr Jakubowski(inne języki)) [1950], słowo wstępne i red. Ananiasz Zajączkowski, tł. Władysław Głuchowski, Książka i Wiedza, Warszawa 1953.
- Historia Związku Socjalistycznych Republik Radzieckich, t. 1: Od najdawniejszych czasów do końca XVIII w., red. Boris Grekow, Siergiej Bachruszin(inne języki), Władimir Lebiediew(inne języki), tł. Tadeusz Różycki, Państwowe Wydawnictwo Naukowe, Warszawa 1954.
- Chłopi na Rusi od czasów najdawniejszych do XVII wieku [1946], 2 t., tł. Andrzej Poppe, Antoni Rybarski, Andrzej Sienkiewicz, Państwowe Wydawnictwo Naukowe, Warszawa 1955–1957.
- Ruś Kijowska [1939], Książka i Wiedza, Warszawa 1955.

## Odznaczenia i członkostwa
Odznaczony dwukrotnie Orderem św. Stanisława, Orderem św. Anny, trzykrotny laureat Nagrody Stalinowskiej. Był członkiem Akademii Nauk ZSRR, od 1947 roku także PAN oraz Bułgarskiej Akademii Nauk. 